# Abutilon theophrasti
Abutilon theophrasti (yute chino u hoja terciopelo) es una especie de planta caducifolia perteneciente a la familia Malvaceae, es originaria del sur de Asia. 

## Descripción

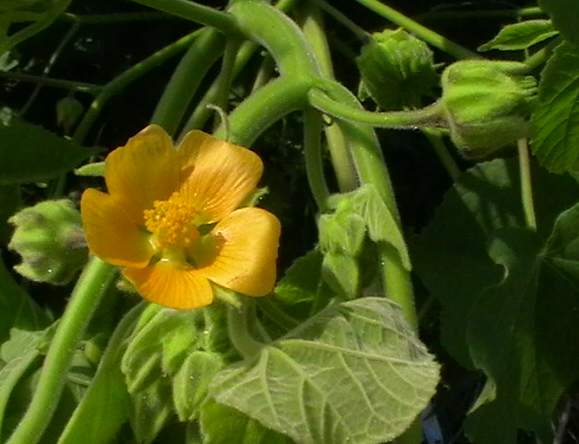
Flor y hojas

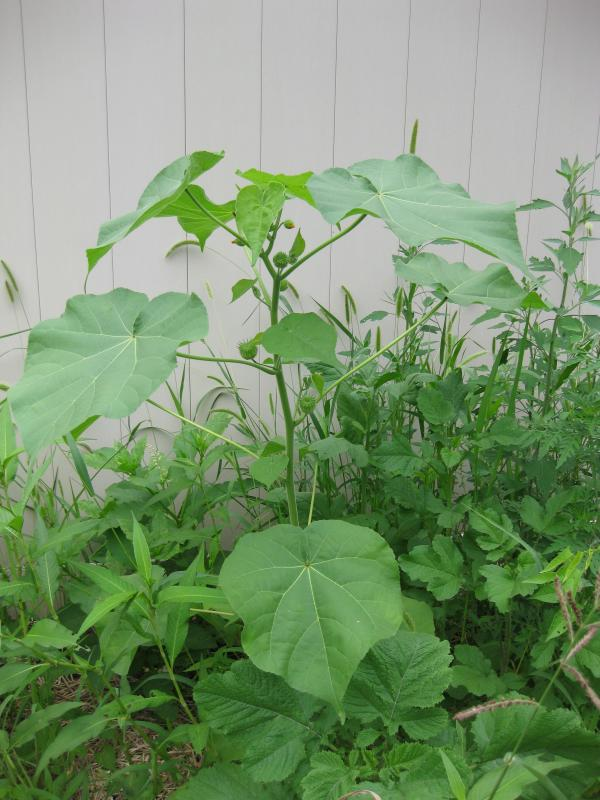
Vista de la planta

Alcanza hasta 1 m de altura y tiene las hojas aterciopeladas en forma de corazón de 15-25 cm de ancho. Las flores son de color amarillo de 4 cm de diámetro. 

## Distribución y hábitat
Se encuentra en las regiones del medio oeste y el noreste de los Estados Unidos, el este de Canadá y el Mediterráneo oriental, A. theophrasti se considera una maleza perjudicial para los cultivos agrícolas, especialmente maíz y soja.

## Cultivo y usos
Ha sido cultivada en China desde alrededor del 2000 a. C. por su fuerte fibra, como el yute. Las semillas se comen en China y Cachemira. Las hojas también son comestibles. Las flores y las plantas tienen un aroma afrutado.
Crece en las tierras de cultivo, sobre todo en los campos de maíz y también se pueden encontrar en caminos y jardines. La planta prefiere los ricos suelos cultivados, como los utilizados en la agricultura.
Después de ser introducido en América del Norte en el 1700, se convirtió en una especie invasora en las regiones agrícolas del este y medio oeste de Estados Unidos. Es una de las malezas más perjudiciales para el maíz causando disminuciones de hasta el 34% de rendimiento de los cultivos si no se controla y puede costar cientos de millones de dólares por año en su control y por el daño producido. Es una planta extremadamente competitiva, tanto que puede secuestrar nutrientes y agua de los cultivos. Es controlable con herbicidas .

## Taxonomía
Abutilon theophrasti fue descrita por Friedrich Kasimir Medikus y publicado en Ueber einige künstliche Geschlechter aus der Malven-Familie 28, en 1787.
Etimología
Abutilon: nombre genérico que podría derivar del árabe abu tilun,  nombre de la "malva índica".
theophrasti: epíteto nombrado en honor del filósofo y botánico griego Teofrasto (aC 371- aC 287).
Sinonimia
| - Abutilon abutilon (L.) Huth - Abutilon avicenae var. chinense Skvortsov - Abutilon avicennae var. nigrum Skvortsov - Abutilon avicennae Gaertn. - Abutilon pubescens Moench - Abutilon tiliifolium (Fisch.) Sweet - Malva abutilon E.H.L.Krause - Sida abutilon L. - Sida tiliifolia Fisch. |